# カーソンシティ (ネバダ州)

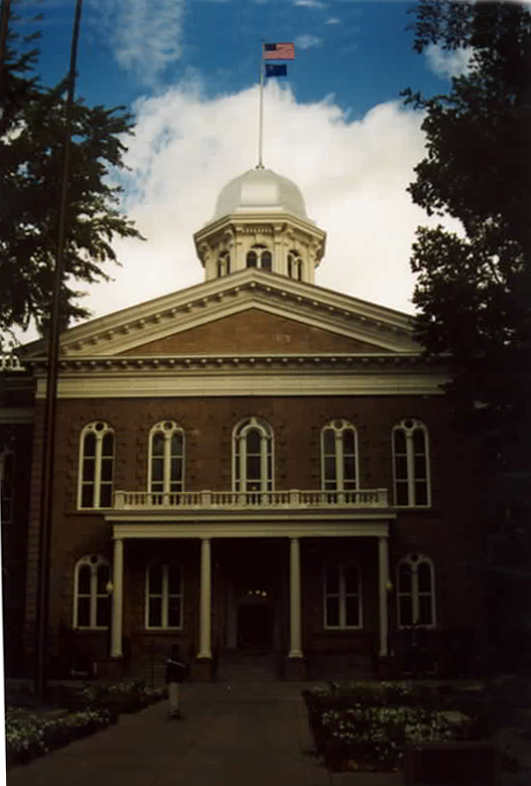
ネバダ州会議事堂

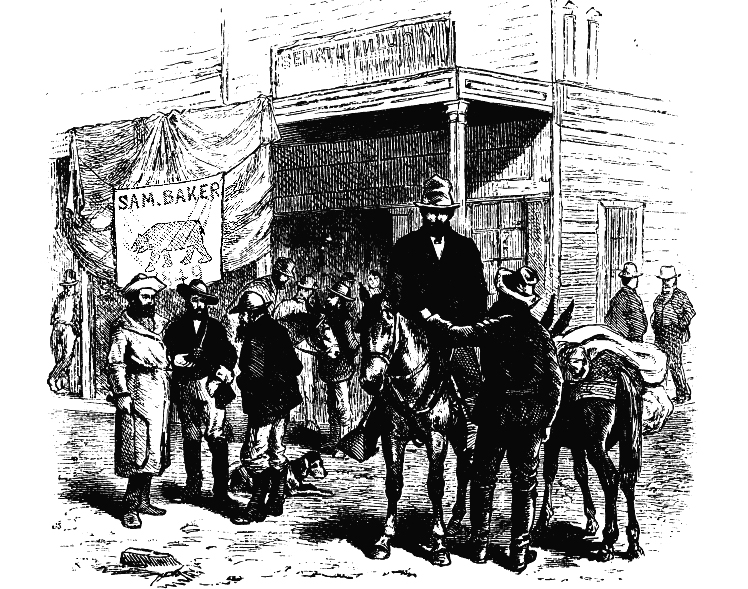
1877年当時のカーソンシティ

カーソンシティ（Carson City）は、アメリカ合衆国ネバダ州の州都。人口は5万8639人（2020年）。同州西部、リノ市の南約50kmに位置する。かつてはオームスバイ郡に属し、その郡庁所在地であった。1969年に同郡の全域を編入し、現在はいずれの郡にも属さない独立都市となっている。同じ形態をとっている独立都市は、全ての市が独立市であるバージニア州の市を除くとセントルイス・ボルチモアの2都市のみである。
同市にはネバダ州立博物館、およびネバダ州立鉄道博物館が立地する。

## 地理
カーソンシティは、北緯39度9分39秒 西経119度45分14秒 / 北緯39.16083度 西経119.75389度(39.160949, -119.753877)に位置している。
アメリカ合衆国統計局によると、カーソンシティは総面積403.2 km2 (155.7 mi2) である。このうち371.3 km2 (143.4 mi2) が陸地で31.9 km2 (12.3 mi2) が水地域である。総面積の7.91%が水地域となっている。

## 交通
カーソンシティの玄関口となるのはリノ市にあるリノ・タホ国際空港である。カーソンシティ空港もあるが、規模が小さく便数も少ないため、通常はリノ・タホ国際空港から車でカーソンシティを目指す。アムトラックの駅もグレイハウンドのバスターミナルもすべてリノにあり、カーソンシティ市内にはない。
また、カーソンシティには州間高速道路が通っていない。アラスカ州・ハワイ州を除く本土48州の州都で州間高速道路が通っていないのはカーソンシティのほかにはサウスダコタ州ピア・ミズーリ州ジェファーソンシティ・デラウェア州ドーバーの3都市のみである。しかし、現在リノを通る州間高速道路80号線から分岐し、カーソンシティの環状道路となるI-580の建設が進んでいる。

## 人口動静
2000年国勢調査で、カーソンシティは人口52,457人、世帯数20,171、13,252家族が暮らしている。人口密度は141人/km2 (366人/mi2) である。57軒/km2 (148軒/mi2) の密度で21,283軒の住宅が建っている。
同市の人口構成を人種別に見ると白人85.30%、アフリカン・アメリカン1.80%、ネイティブ・アメリカン2.40%、アジア人1.77%、太平洋諸島系0.14%、その他の人種6.46%、及び混血2.12%である。人口の14.23%はヒスパニックまたはラテン系である。
同市の20,171世帯のうち、18歳未満の子供がいる世帯は29.80%、結婚・同居している世帯は50.00%、未婚・離婚女性が世帯主である世帯は11.00%、非家族世帯は34.30%である。単身世帯は27.80%、65歳以上の老人1人暮らしの世帯は11.00%である。世帯の平均構成人数は2.44人、家族の平均構成人数は2.97人である。
同市の人口構成を年齢別に見ると18歳未満23.40%、18-24歳7.90%、25-44歳28.90%、45-64歳24.90%、65歳以上14.90%となっている。年齢の中央値は39歳である。性比は女性100人あたり男性106.90人である。18歳以上では女性100人あたり男性は108.20人である。
同市の世帯の収入の中央値は41,809米ドルであり、家族の収入の中央値は49,570米ドルである。収入の中央値を性別で見ると男性35,296米ドルに対して女性は27,418米ドルである。同市の1人当たり収入 (per capita income) は20,943米ドルである。人口の10.00%及び家族の6.90% は貧困線以下である。18歳未満の13.70%及び65歳以上の5.80%は貧困線以下の生活を送っている。

## ギャラリー

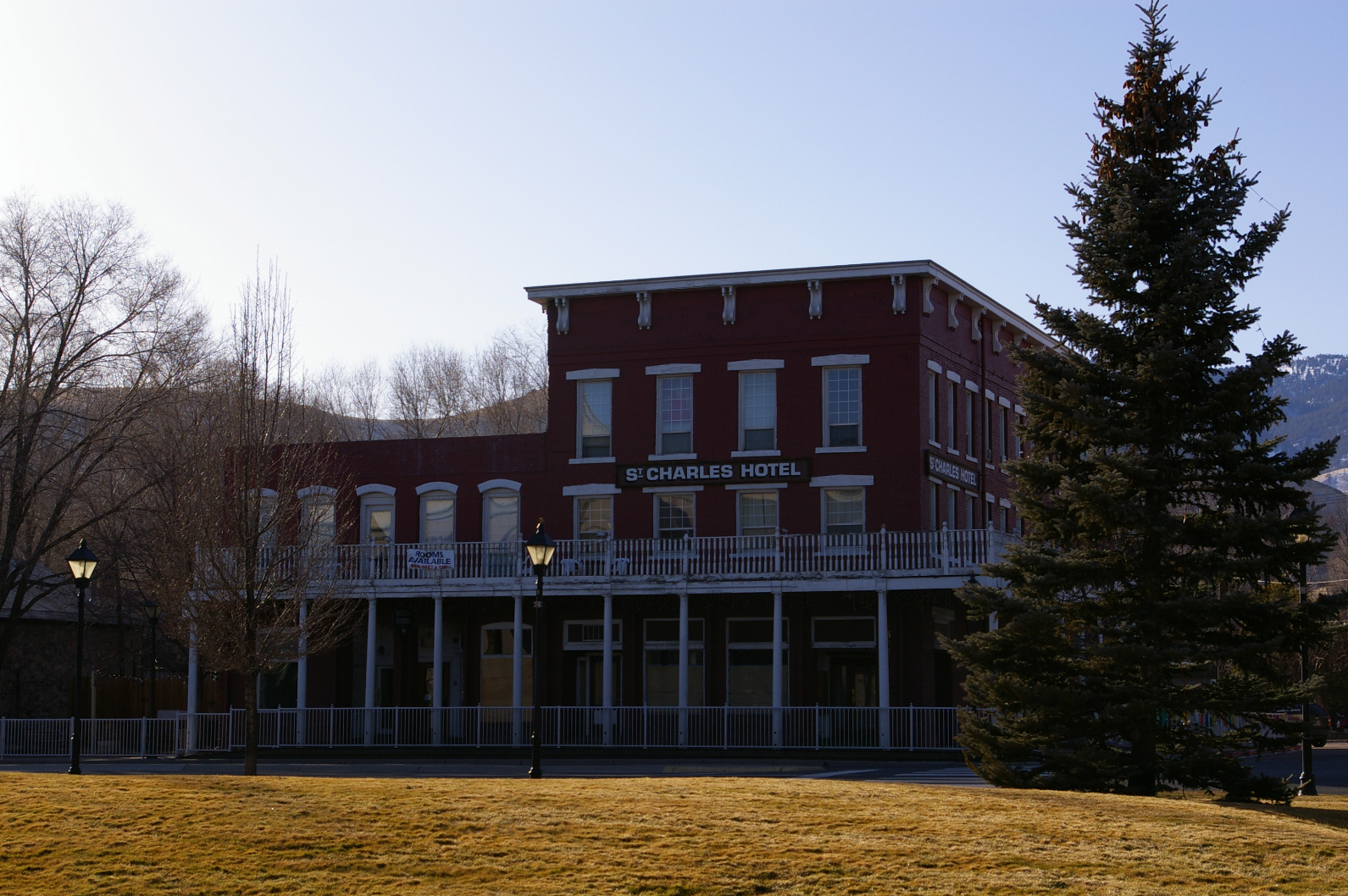
カーソンシティにあるセントチャールズホテル
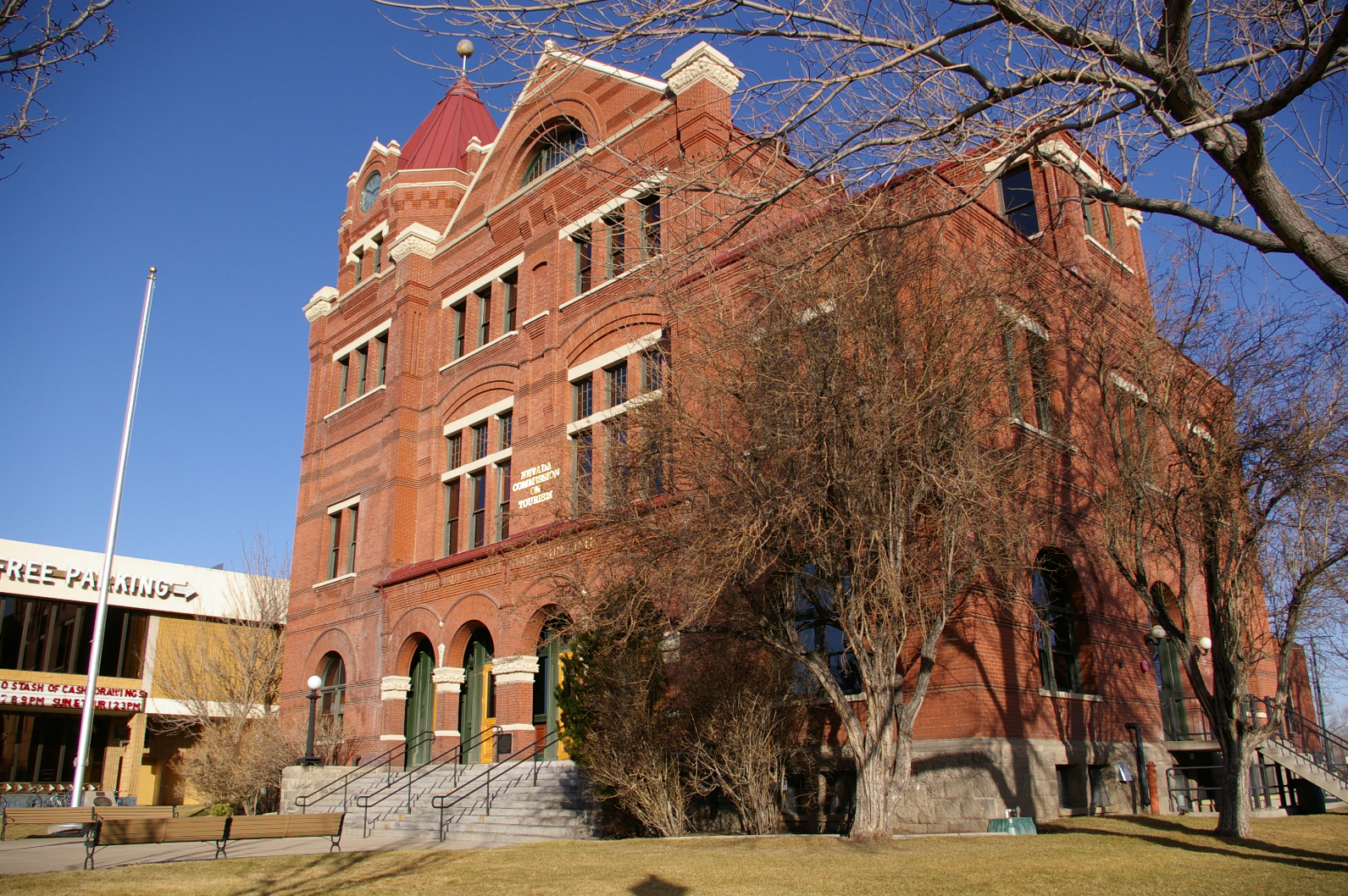
旧カーソンシティ郵便局
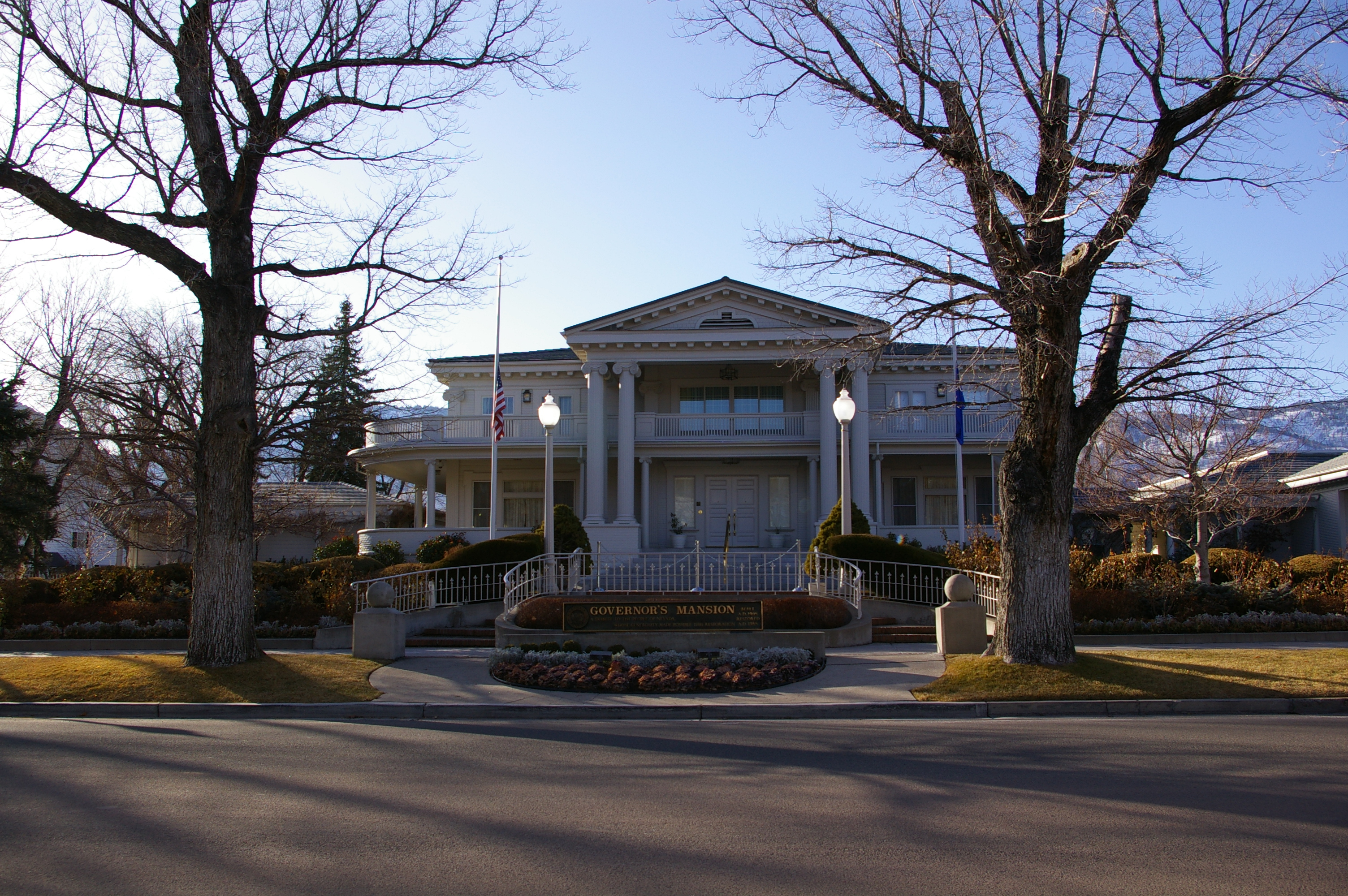
総督官邸
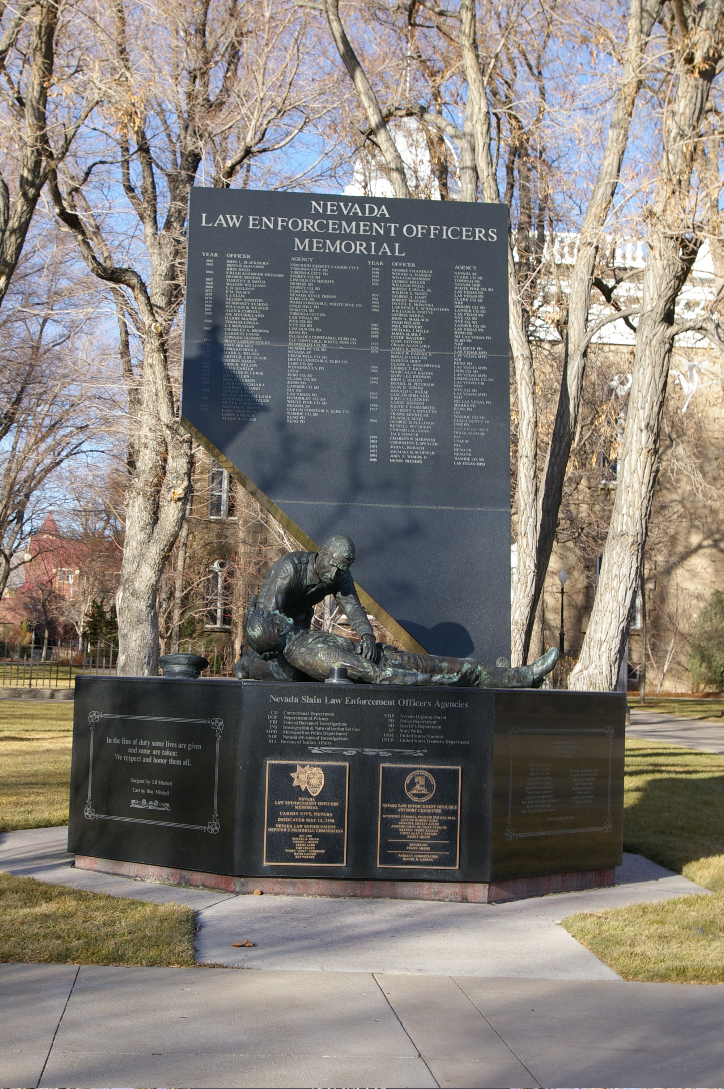
Monument on the capitol grounds listing all Nevada Officers who died in the line of duty